# Containerizzazione

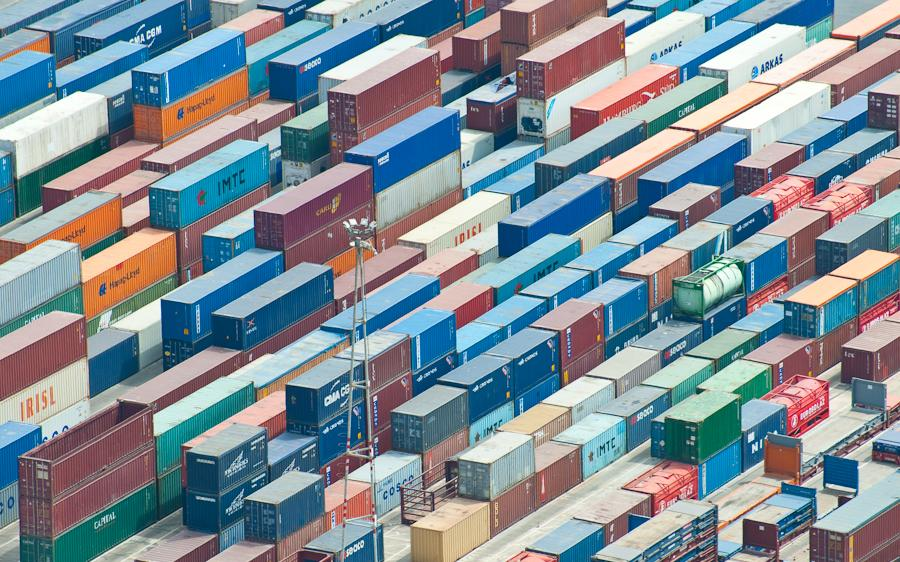
Container al porto di Barcellona.

La containerizzazione o contenitorizzazione è un'operazione di stivaggio della merce in contenitori marittimi (o "container intermodali", shipping container , "container ISO", etc.) o in contenitori aerei. Più in generale ci si riferisce al sistema di trasporto merci basato su container, in particolare nel settore dei trasporti marittimi. I contenitori vengono realizzati con dimensioni standard, e possono essere caricati e scaricati, impilati, trasportati in modo efficiente su lunghe distanze, e trasferiti da un mezzo di trasporto a un altro, come navi portacontainer, ferrovie e camion, senza essere aperto. Il sistema si è sviluppato dopo la seconda guerra mondiale, portando a una significativa riduzione dei costi trasporto, danneggiamenti della merce e furti, sostenendo un notevole aumento del commercio internazionale. Ovviamente per alcuni prodotti sfusi si rende impraticabile la containerizzazione.

## L'uso del container
Il container è apparso negli anni cinquanta negli Stati Uniti. Ce ne sono di diverse dimensioni, ma la standardizzazione internazionale ha portato alla diffusione dei container da 20' (venti piedi: 6,058 m) e da 40' (quaranta piedi: 12,192 m). Nella standardizzazione il container da 20 piedi è considerata l'unità di misura base delle movimentazioni, definita come unità equivalente a 20 piedi, in inglese Twenty-Foot Equivalent Unit, TEU.  Il sistema si è sviluppato dopo la seconda guerra mondiale, portando a una significativa riduzione dei costi di trasporto, dei furti e dei danneggiamenti dovuti alla manipolazione dei prodotti durante il trasporto. La riduzione della movimentazione dei singoli prodotti ha portato un notevole aumento del commercio internazionale. La catena di distribuzione è stata semplificata, il prodotto rimane all'interno del contenitore sin dalla partenza dal produttore sino al cliente finale. Il contenitore verrà movimentato in modo automatizzato e standardizzando con specifici mezzi di movimentazione. Questi contenitori sono principalmente destinati al trasporto delle manifatture, ma possono anche trasportare altri prodotti: come frutta e verdura, prodotti alimentari finiti, liquidi o automobili, utilizzando specifici contenitori - tipo cisterne, refrigeratori o altro - ma sempre di dimensioni standard. Le spedizioni nei container vengono gestite in base a chi carica la merce: merce con un unico destinatario e merce con più di un destinatario finale.

### Nolo container a pieno carico
Quando la spedizione avviene in modo che la merce debba essere ricevuta da un unico destinatario si parla di contenitore a carico completo (full container load: FCL). Le spedizioni di container in FCL sono solitamente preferite preparate da chi ha grosse quantità da spedire per un unico ricevitore. Il container FCL non designa un contenitore caricato per il peso o volume massimo consentito, ma FCL significa che vi è un unico destinatario.

### Nolo container a carico parziale
La spedizione può avvenire non in esclusiva. Per questo il noleggio del container può anche essere organizzato in maniera da prevedere più destinatari. In questo caso si parla di container a carico parziale (less than container load: LCL). Quindi se è la merce da spedire non è abbastanza da riempire un contenitore standard di carico, si procede con il raggruppamento del carico con altre partite per la stessa destinazione in una Container freight station (CFS).

## Il terminal container
Poiché la logistica mondiale si basa sul container, i maggiori porti si sono adattati a questo nuovo mezzo di trasporto creando terminal dedicati per il carico e lo scarico di container, e il loro trasferimento su treni o camion. Alcuni porti internazionali sono diventati i cosiddetti hub, vale a dire, le aree di concentrazione dei contenitori su rotte a scala nazionale o internazionale. Si movimentano i contenitori sui grandi porti che forniscono linee regolari tra i diversi porti principali in diversi continenti, soprattutto in Sud-est asiatico, Europa e Nord America. I contenitori sono portati o prelevati da questi hub verso altri terminal più piccoli. I porti di Singapore, Hong Kong, Rotterdam, Anversa e Los Angeles sono diventati centri leader a livello mondiale di contenitori in transito, movimentando diversi milioni di container all'anno.

## Problematiche

### Costi del carburante

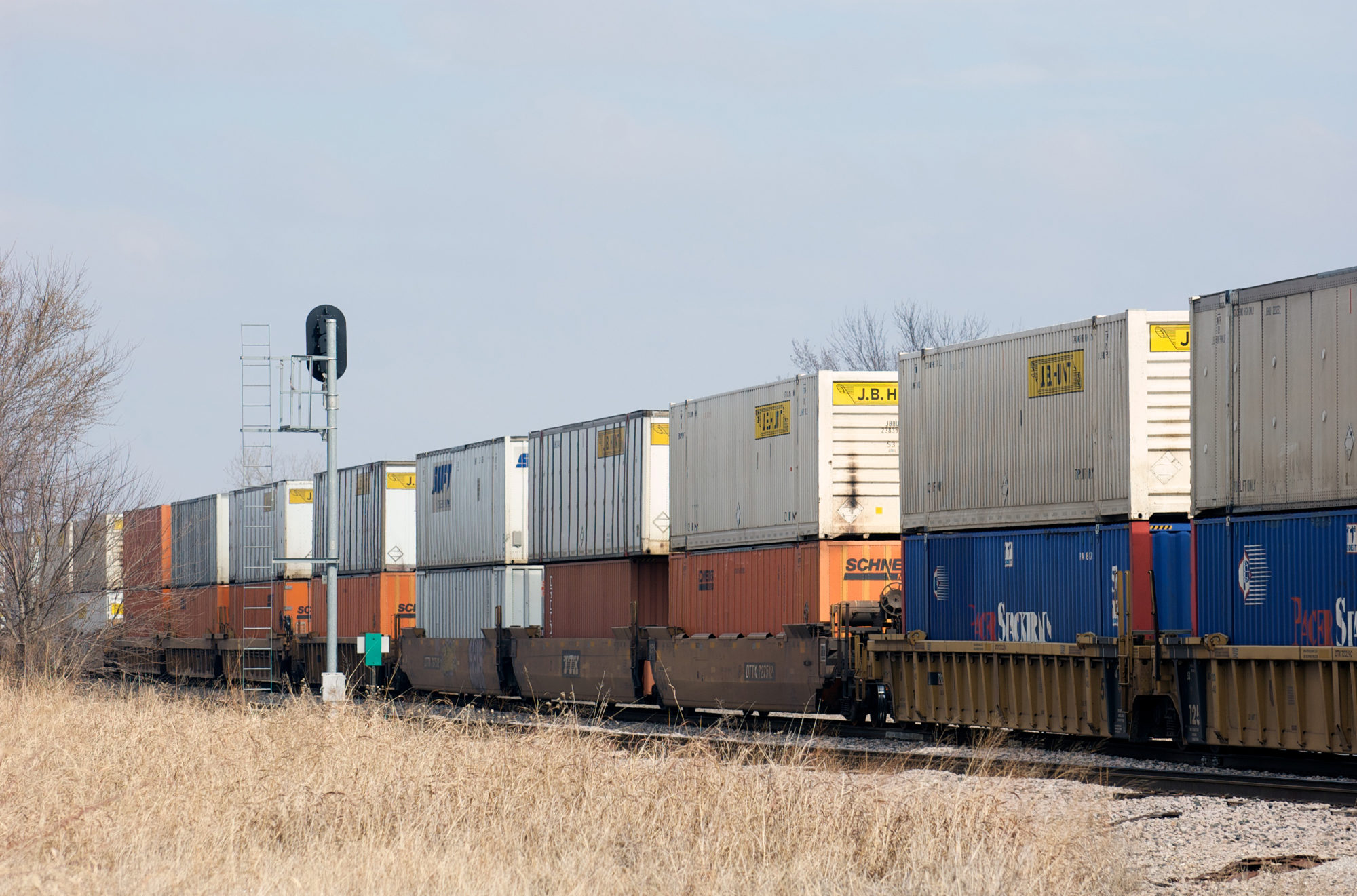
Vagoni con container impilati su due livelli in Oklahoma, USA.

La containerizzazione, aggiungendo la tara del container, aumenta i costi del carburante e riduce la capacità di trasporto del mezzo di trasporto (treno, camion o nave) stesso. Per ovviare a parte del problema, in alcune zone per lo più negli Stati Uniti d'America, Canada, Australia e India si è avuta la tendenza a trasportare i container impilati, in particolar modo tramite ferrovia, impilandoli su due livelli. Questo sistema non può essere adottato in altri sistemi ferroviari, visto l'enorme ingombro che eccederebbe infatti la sagoma limite.

### Rischi
I contenitori sono potenzialmente soggetti al contrabbando, poiché la stragrande maggioranza dei contenitori non sono sottoposti a controllo a causa del loro elevato numero. Negli ultimi anni ci sono stati numerosi problemi, in quanto possono essere utilizzati per il trasporto di terroristi o materiali per il terrorismo. Il governo degli Stati Uniti d'America ha istituito la Container Security Initiative (CSI), al fine di garantire che i container ad alto rischio vengano esaminati o scansionati, preferibilmente, al porto di partenza.

### Container vuoti
I container possono essere riutilizzati moltissime volte, caricandoli con nuove merci verso una nuova destinazione subito dopo essere stati svuotati del precedente carico. Questo tuttavia non è sempre possibile: in alcuni casi, il costo di trasporto di un contenitore vuoto in un luogo dove può essere riutilizzato è considerato superiore al valore del contenitore utilizzato. Le compagnie marittime e le società di leasing di container sono diventati esperti nel riposizionamento dei contenitori vuoti da aree a domanda bassa o nulla, come la costa occidentale statunitense, ad aree di forte domanda, come la Cina. Tuttavia, i contenitori danneggiati o ritirati possono anche essere riciclati per dar forma di architettura con i container, o per il recupero dell'acciaio di cui sono fatti.

## Compagnie di spedizioni di container
| Compagnia                              | Capacità TEU | Numero di navi | Immagine              | Quota di mercato |
| -------------------------------------- | ------------ | -------------- | --------------------- | ---------------- |
| A.P. Moller-Maersk Group               | 3,250,668    | 620            |                       | 15.7%            |
| Mediterranean Shipping Company         | 2,936,553    | 490            | MSC 40 foot container | 14.2%            |
| CMA CGM                                | 2,165,570    | 447            |                       | 10.5%            |
| China COSCO Shipping                   | 1,639,692    | 294            |                       | 7.9%             |
| Evergreen Marine                       | 989,592      | 187            |                       | 4.8%             |
| Hapag-Lloyd                            | 978,573      | 169            |                       | 4.7%             |
| Hamburg Süd                            | 594,327      | 115            | Hamburg Süd container | 2.9%             |
| Yang Ming Marine Transport Corporation | 576,269      | 100            |                       | 2.8%             |
| Orient Overseas Container Line         | 555,124      | 91             |                       | 2.7%             |
| United Arab Shipping Company           | 520,254      | 54             |                       | 2.5%             |
| NYK Line                               | 594,699      | 99             |                       | 2.4%             |
| Mitsui O.S.K. Lines                    | 540,942      | 78             | MOL container logo    | 2.3%             |
| Hyundai Merchant Marine                | 468,998      | 68             |                       | 2.3%             |
| K Line                                 | 362,708      | 62             |                       | 1.8%             |
| Pacific International Lines            | 353,552      | 134            |                       | 1.7%             |
| Zim Integrated Shipping Services       | 295,170      | 64             |                       | 1.4%             |
| Wan Hai Lines                          | 223,110      | 87             |                       | 1.1%             |
| X-Press Feeders Group                  | 151,206      | 90             |                       | 0.7%             |
| KMTC                                   | 125,887      | 61             |                       | 0.6%             |
| SITC                                   | 99,997       | 77             |                       | 0.5%             |